# LaVern Baker
LaVern Baker, właśc. Delores LaVern Baker (ur. 11 listopada 1929 w Chicago, zm. 10 marca 1997 w Nowym Jorku) – amerykańska czarnoskóra śpiewaczka bluesowa. Jedna z największych gwiazd lat pięćdziesiątych i sześćdziesiątych XX wieku. Swe piosenki śpiewała niskim, kuszącym głosem. Uznawana była za jedna z najpiękniejszych i pociągających kobiet swego czasu. W latach sześćdziesiątych włączyła się w strumień muzyki pop śpiewając rhythm and bluesowe przeboje i zdobywając znaczną popularność. W końcu lat sześćdziesiątych wskutek ciężkiej choroby musiała wycofać się z czynnego życia muzycznego. Po ponad dwudziestu latach, w 1988 nastąpił jej come-back, gdy zaśpiewała na jubileuszowym koncercie 40-lecia wytwórni Atlantic. Wystąpiła także na ścieżce dźwiękowej filmu Dick Tracy, w kilku scenicznych produkcjach i powróciła do studia nagrań. Zmarła na Manhattanie w 1997.
W 1991 roku została wprowadzona do Rock and Roll Hall of Fame.

## Dyskografia
- 1956: LaVern
- 1957: LaVern Baker
- 1958: LaVern Sings Bessie Smith
- 1959: Precious Memories
- 1959: Saved
- 1959: Blues Ballads
- 1963: See See Rider
- 1970: Let Me Belong to You
- 1991: LaVern Baker Live in Hollywood ’91
- 1992: Woke Up This Mornin